# Sejm elekcyjny 1669
Sejm elekcyjny 1669 – I Rzeczypospolitej, został zwołany 6 grudnia 1668 roku do Warszawy.
Sejmik dobrzyński odbył się 18 marca, a sejmik lubelski 25 kwietnia 1669 roku. Marszałkiem sejmu obrano Feliksa Potockiego, podstolego wielkiego koronnego. 
Obrady sejmu trwały od 2 maja do 19 czerwca 1669 roku.
19 czerwca 1669 roku dokonano wyboru króla Michała Korybuta Wiśniowieckiego na króla.